# Polypodium fauriei
Polypodium fauriei là một loài thực vật có mạch trong họ Polypodiaceae. Loài này được (Copel.) Makino & Nemoto miêu tả khoa học đầu tiên năm 1931.